# ミンスクの戦い
ミンスクの戦い（英:Battle of Białystok–Minsk、ビアウィストク＝ミンスクの戦い）は、独ソ戦におけるバルバロッサ作戦発動後、1941年6月22日から29日にかけてドイツ国防軍のソ連国境侵入時にドイツ中央軍集団によって行われた戦いである。ドイツ軍はミンスクでソ連軍を包囲した。

## 前夜
ドイツ中央軍集団（司令官フェードア・フォン・ボック）は、ポーランドを越えて、ビアウィストク－ミンスク－スモレンスク経由で、モスクワへの進撃をするよう命令された。中央軍集団には第3装甲集団（司令官ヘルマン・ホト）第2装甲集団（司令官ハインツ・グデーリアン）の2個装甲軍が所属しており、9個装甲師団、6個自動車化歩兵師団及び騎兵師団が所属、その他、2個軍には33個歩兵師団が所属していた。また、中央軍集団は2個航空艦隊の支援を受けることができた。
それに対するソ連軍西方面軍（司令官ドミトリー・パヴロフ）は国境線に第3、第4、第10軍、また、ソビエト赤軍最高司令部所属として将兵を持たない第13軍が司令部のみで存在、西方面軍には、全部で25個狙撃兵師団、騎兵師団、13個戦車師団、7個自動車化歩兵師団が所属していた。独ソ国境線に配置されたソ連軍はドイツ軍を刺激しないようにせよとのスターリンの命令を受けていたため、ドイツ国境の防衛線は手薄であった。
ドイツ軍はソ連軍西方面軍を他の方面軍から切り離し、包囲するためにビアウィストク、ナヴァフルダク、ミンスクの西へと進撃した。

## 編成
ソ連軍
- 西方面軍（司令官ドミトリー・パヴロフ）
  - 第3軍（司令官 V.I.クズネツォフ）
    - 第4狙撃軍団
    - 第11機械化軍団

  - 第4軍（司令官A.コロブコフ）
    - 第28狙撃軍団
    - 第14機械化軍団

  - 第10軍（司令官K.D.ゴルベ）
    - 第1狙撃軍団
    - 第5狙撃軍団
    - 第6騎兵軍団
    - 第6機械化軍団
    - 第13機械化軍団

- 後方
  - 第13軍（司令官P.フィラトフ。6月24日に編成）
  - 第20機械化軍団
  - 第4空挺軍団

ドイツ軍
- 中央軍集団（司令官フェードア・フォン・ボック）
  - 第2軍（司令官マクシミリアン・フォン・ヴァイクス）
  - 第4軍（司令官ルートヴィヒ・キューブラー） 
    - 第VII軍団
    - 第IX軍団
    - 第XII軍団
    - 第XIII軍団
    - 第XXXV軍団
    - 第XXXXIII軍団（司令官ゴットハルト・ハインリツィ）
    - 第LIII軍団
    - 第286保安師団

  - 第9軍（司令官アドルフ・シュトラウス）
    - 第II軍団（司令官ヴァルター・フォン・ブロックドルフ=アルフレッド）
    - 第V軍団（司令官リヒャルト・ルオッフ）
    - 第VI軍団（司令官オットー=ヴェイルヘムル・フェルスター）
    - 第VIII軍団 （司令官ヴァルター・ハイッツ）

  - 第2装甲集団（司令官ハインツ・グデーリアン）
    - 第XXIV軍団（自動車化）（司令官レオ・ガイヤー・フォン・シュヴェッペンブルク）
    - 第XXXXVI軍団（自動車化） （司令官ハインリヒ・フォン・フィーティングホフ）
    - 第XXXXVII軍団（自動車化）
    - 第1騎兵師団（師団長オットー・メンガー）
    - 第10歩兵師団（自動車化）（師団長フリードリッヒ・ヴェイルヘルム・フォン・レーパー）

  - 第3装甲集団（司令官ヘルマン・ホト）
    - 第XXXVIIII軍団（自動車化）（司令官ルドルフ・シュミット）
    - 第LVII軍団（自動車化）（司令官アドルフ・クンツェン）

## 作戦

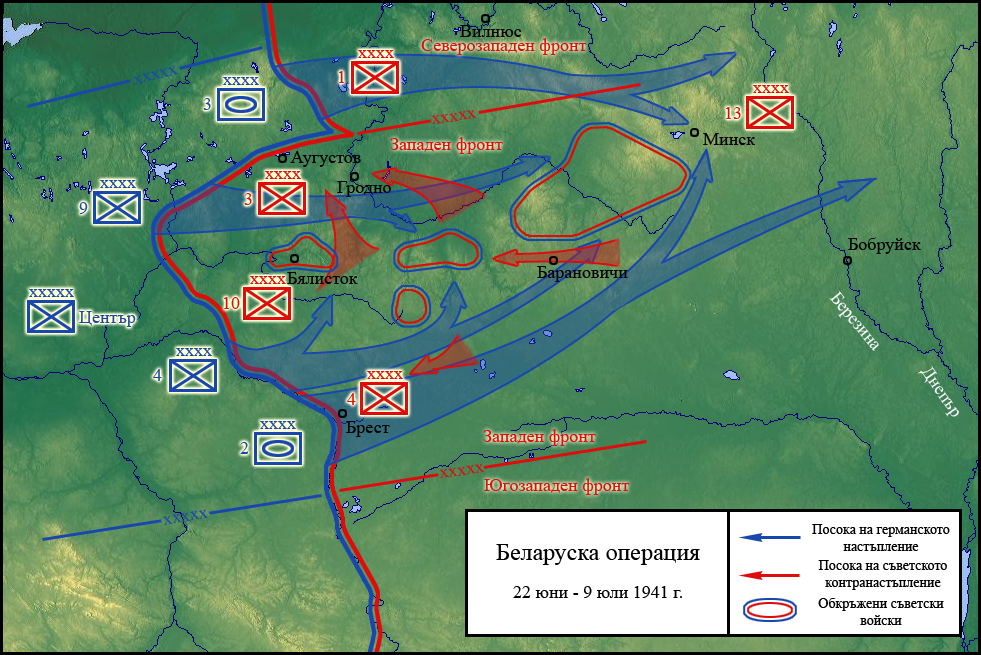
1941年6月22日-7月9日

ドイツ軍は初期段階として、西方面軍の戦力を大きく撃滅するために孤立化させ、飛行場を占領することを目的とした。開戦前の6月17日、第2装甲集団司令官ハインツ・グデーリアン上級大将は自らブク川へとむかい、対岸のソ連軍を偵察した。
西特別軍管区司令官ドミトリー・パブロフ上級大将は国境に展開する各軍司令部の偵察情報を無視し6月21日の夜にはミンスクで観劇を楽しんでいた。そのため国境での陣地構築は一部の部隊を除いてまるで行われず、ソ連軍は非常に無防備な状態だった。
6月22日午前3時、ドイツ国防軍は全戦線での攻勢を開始し中央軍集団はソビエト西部特別軍管区の各軍に襲いかかった。前線司令部、通信センター、国境要塞、空港に砲爆撃が開始されたが、予定していたソ連軍の反撃はなかった。
十分な砲爆撃の後、ドイツ軍の各部隊が攻勢にでた。国境を守備するNKVD職員が必死に応戦したが、小火器のみの彼らがかなう相手ではなく国境守備兵は次々と壊滅。白ロシア各地の空港にドイツ空軍の空爆が実施され、赤色空軍は飛び立つ前に地上で撃破された。ドイツ軍特殊任務教導連隊「ブランデンブルク」の破壊工作によりミンスクの軍司令部と各軍司令部の通信が寸断され、パブロフは状況を確かめるため副官のボルディン中将をビャリストク突出部の第10軍司令部に派遣した。
スターリンは西部特別軍管区の各軍を西方面軍とし、ドイツ軍への反撃を命じたがソ連軍は一方的な奇襲を受けて混乱中であり即時の組織的反撃は不可能な状態だった。ブレストとスヴァウキの突出部から出撃した第2装甲集団と第3装甲集団は東方へと進撃し6月22日、第2装甲集団はソ連軍第4軍を突破した。第4軍のコルベ少将は第14機械化軍団に反撃を命じたが敗れ多くの戦車が撃破された。第3装甲集団はソ連軍第3軍を突破して第2装甲集団との合流をめざした。ビャリストク突出部のソ連軍第10軍はドイツ第2軍に分断され包囲されたため、パブロフは副官のボルディン中将に第10軍の救出を命じた。
ボルディンは6月23日に第10軍の第6機械化軍団と第6騎兵軍団、第3軍の第11機械化軍団に攻撃を命じたが第6騎兵軍団はドイツ空軍の攻撃で壊滅し第6・第11機械化軍団も甚大な被害を受け敗走した。ボルディンは第10軍にビャリストクの放棄とミンスクへの撤退を命じた。6月24日には第3装甲集団がヴィルニュスを攻略し陸軍総司令部はミンスク以西の西方面軍を包囲殲滅するため第3装甲集団に第2装甲集団との合流を命じた。6月25日、第2装甲集団はバラノヴィチを攻略し第47装甲軍団に南西からミンスクに迫らせ第24装甲軍団に東方のスルーツクへと進撃させた。
パブロフはドイツ軍の包囲を避けるため第10軍と第3軍にスロニムからシュハラ河東岸への退却を命じたがドイツ空軍の妨害により車両を失い徒歩で撤退した。戦況に絶望したパブロフはモスクワの総司令部（スタフカ）にミンスクの放棄と撤退を求め、6月26日に西方面軍司令部をミンスクから東方のボブルイスクに移転させた。司令部の移動は各軍司令部との連絡を途絶させ指揮系統の寸断に拍車をかけた。
ソ連軍第13軍を指揮するフィラトフ中将はスルーツクで第2装甲集団に反撃したが第20機械化軍団と第4空挺軍団が壊滅し第13軍は敗走した。
フィラトフはパブロフに西方面軍全軍の撤退を求めたが拒否され第6狙撃軍団を率いて独断で東方へと退却した。6月27日、第2装甲集団と第3装甲集団がミンスク近郊で合流し、6月28日にはビャリストク東方で第4軍と第9軍が合流してビャリストクとミンスクで包囲されたソ連軍を分断し6月30日に第2装甲集団と第3装甲集団がミンスク西方を封鎖し包囲網を完成させた。
西方面軍将兵62万人が包囲され第10軍はビャリストクで第13軍と第3軍はナヴァフルダクで殲滅された。ソ連軍西方面軍は625,000から420,000の将兵を失いベラルーシーの首都ミンスクは陥落した。第4軍の一部がベレジナ川を渡って東へ脱出することができただけで、結局、ドイツ軍に包囲されるか撃破されたソ連軍は第3、第10、第13軍と第4軍の一部で総計20個師団にのぼり、29万人が捕虜となった。
ドイツ空軍の2個空中艦隊は空から進撃支援を行い、ソ連軍航空機約1､669機を撃破したが、276機が撃墜され、208機が損傷した。しかし1週間後、ドイツ空軍は東部戦線へ3個航空艦隊を派遣、航空機総数960機となった。

## 結果
包囲網の中でドイツ軍が驚くほどにソ連軍は激しく戦い、そのためドイツ軍は多大な犠牲を払った。また、ドイツ軍歩兵部隊の機動力が低かったため、（ヒトラーが懸念していたが）包囲を完成させるのが遅れ、多くのソ連軍将兵が包囲網から脱出してしまうこととなった。結局、ソ連軍将兵290,000人が捕虜となり、砲門約1,500門、戦車2,500両が破壊されたが、250,000人が脱出することができた。
ヒトラーはドイツ軍のビアウィストク、ミンスクでの勝利が限定的であったと非難し、両装甲軍司令官へ包囲網に隙間が存在することを、さらに非難した。そのため、両装甲軍は隙間を埋めるための歩兵連隊が到着するまでの1週間を無為に過ごさねばならなかった。そのため、装甲軍の東への進撃が止められ、ソ連軍にドニエプル川－ダウガヴァ川以東の防衛強化を行う時間を与えてしまい、両装甲軍司令官はひどく悔しがった。
しかし、ここまでのドイツ軍の早い進撃はスモレンスクの攻略の可能性を導き出しており、そこからモスクワへの攻撃が可能となると推測された。そして、ドイツ軍内ではこの戦いの結果、ソ連との戦いはすでに結果が見えているという雰囲気が流れ始めていた。
ソ連軍西方面軍司令官ドミトリー・パヴロフとその参謀たちはモスクワに呼び戻され、敗戦の責任を批判され、銃殺、その家族も（NKVD命令書NO.00486によれば祖国に対する裏切り者とされている。）拘留された。
スターリン批判後の1956年、彼らの名誉は回復された。